# Ekensberg, Enhörna
För andra betydelser, se Ekensberg.

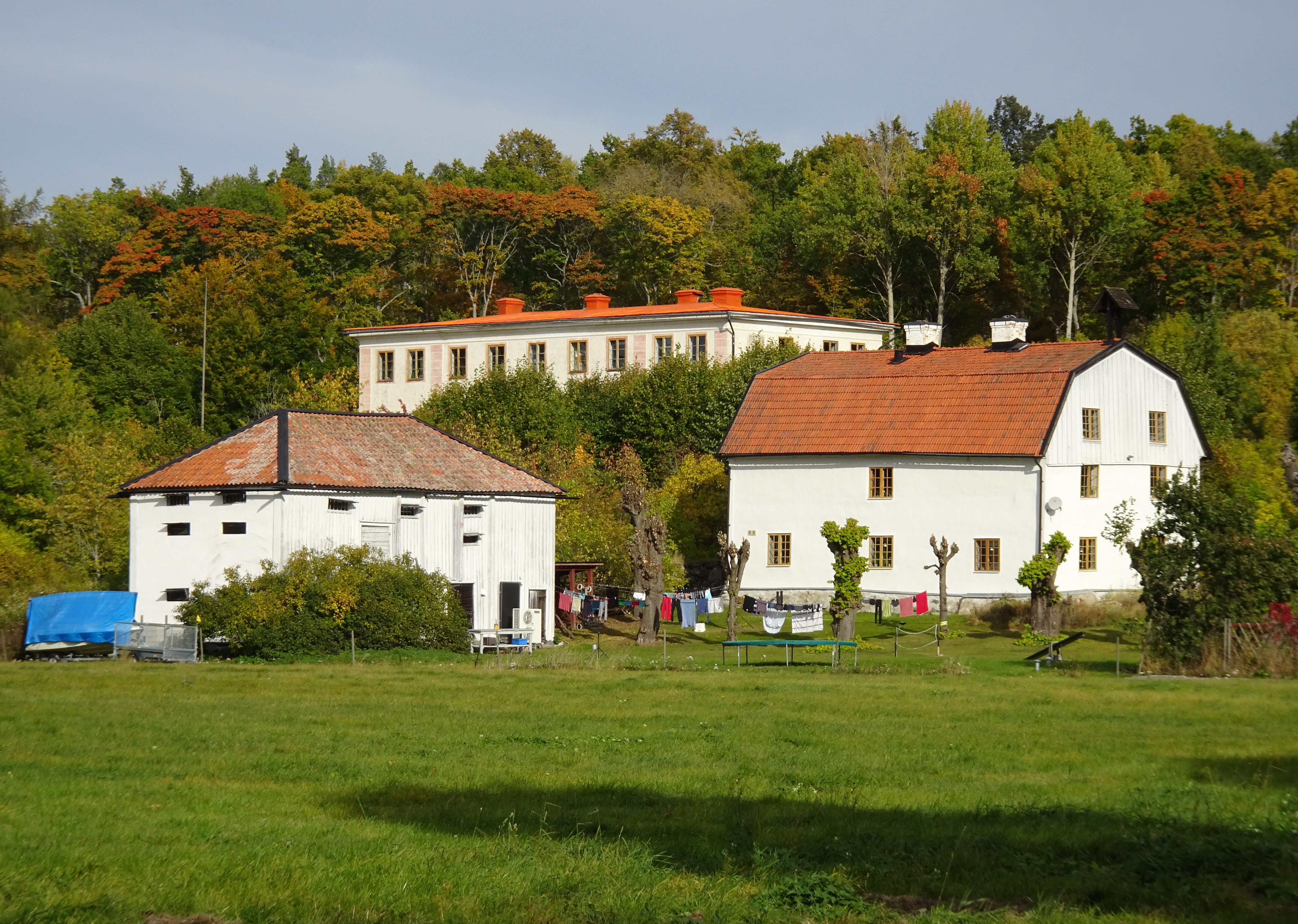
Ekensberg med södra flygeln och uthus, 2016.

Ekensberg är ett gods och tidigare säteri i Överenhörna socken, Södertälje kommun, Södermanland (Stockholms län). Ekensbergs nuvarande huvudbyggnad uppfördes mellan åren 1789-90. Godset ligger vid Björkfjärden på Enhörnalandets nordligaste del. Området runt herrgården är idag klassat som riksintresse för dess ovanligt välbevarade och sevärda herrgårdsmiljö.

## Historik

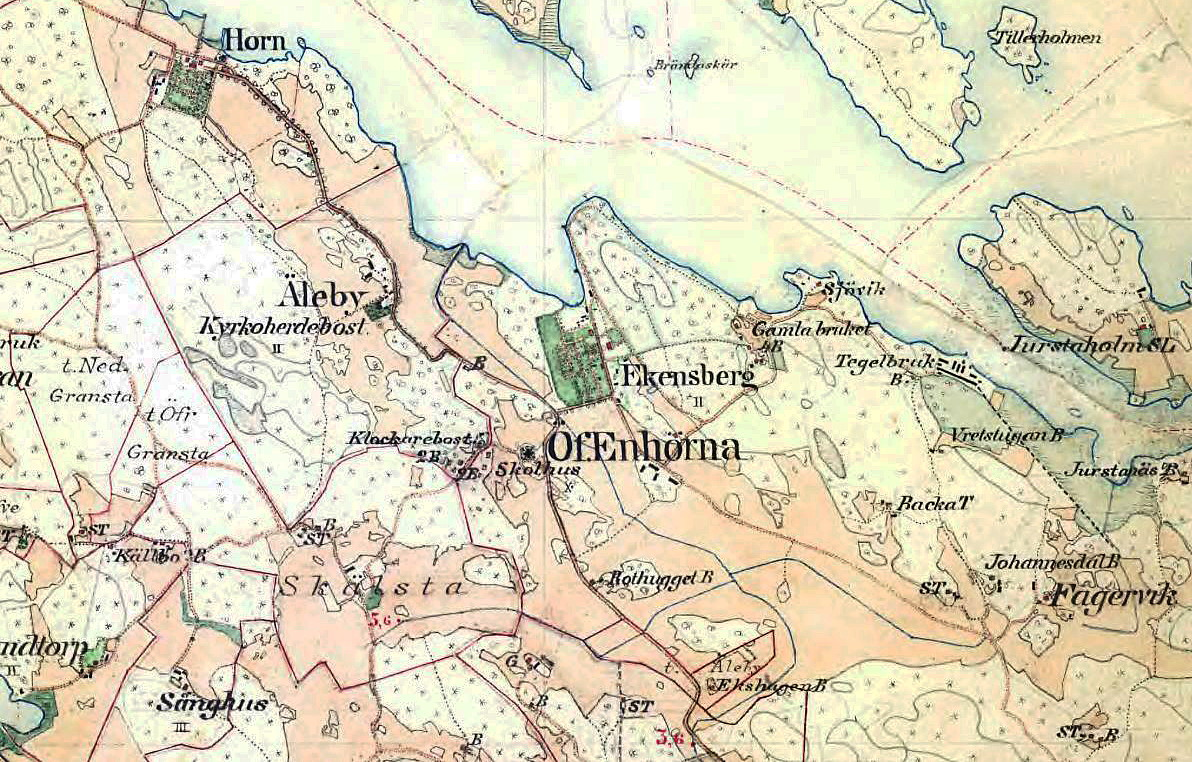
Ekensberg på 1890-talet.

Ekensberg är känt sedan medeltiden, då som kungsgård under namnet Husaby, vars ruiner återfinns strax norr om Överenhörna kyrka. Platsen var dock bebodd mycket tidigare som lämningar från större delen av järnåldern kan vittna om. Säteriet bildades 1649 av Bengt Ekehjelm som då gav egendomen dess nuvarande namn. På 1680-talet kom Ekensberg under Gripsholms slott. 
Under landshövdingen Mikael von Törne utvidgades egendomen betydligt till att omfatta bland annat ett flertal gårdar och torp samt kvarn, såg, tegelbruk, bränneri, smedja och orangeri. Då ingick stora delar av Enhörna i Ekensbergs ägor. År 1815 låg 23 torp under Ekensberg mot endast fyra torp på 1720-talet.

## Byggnaderna och parken

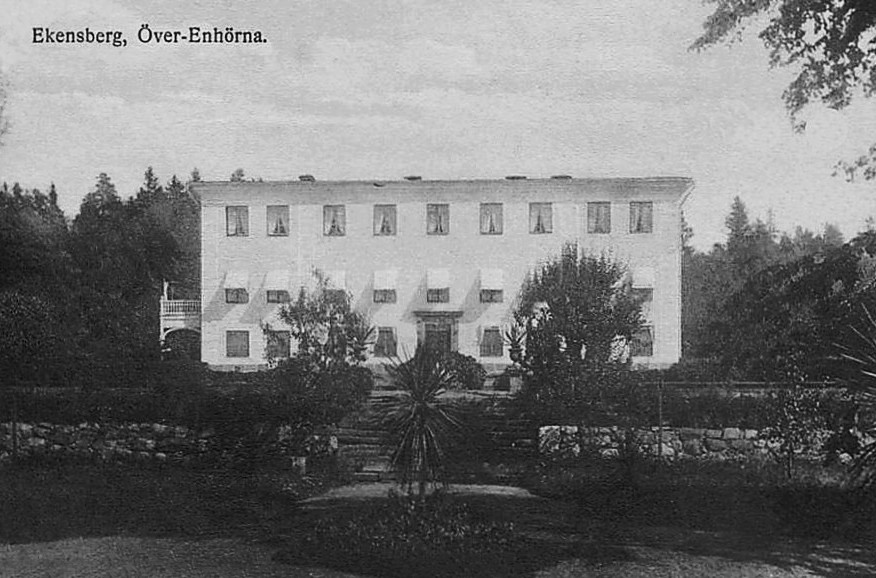
Ekensberg på ett äldre vykort.

Herrgården omkring 1905.

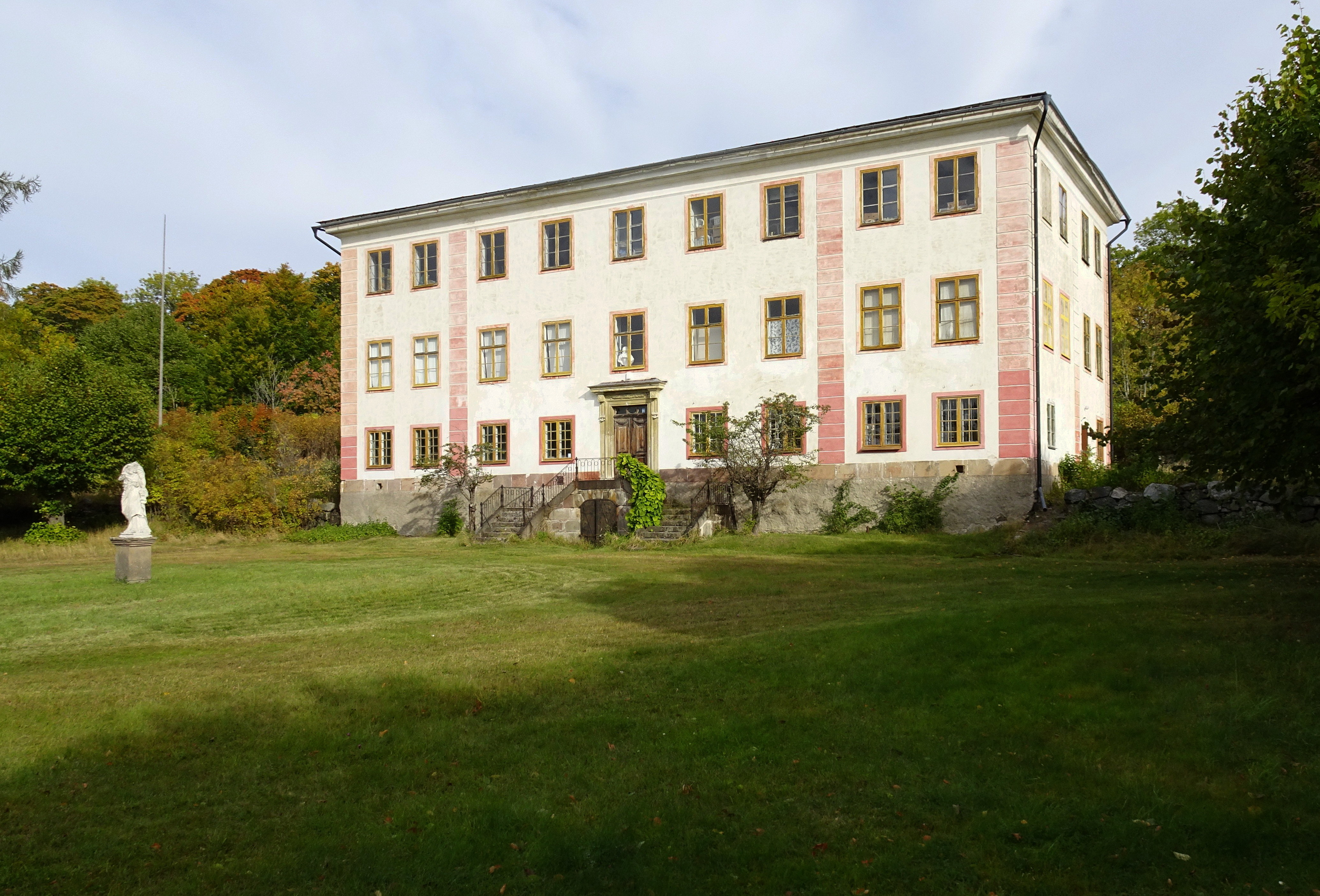
Huvudbyggnad, fasad mot väster, 2016.

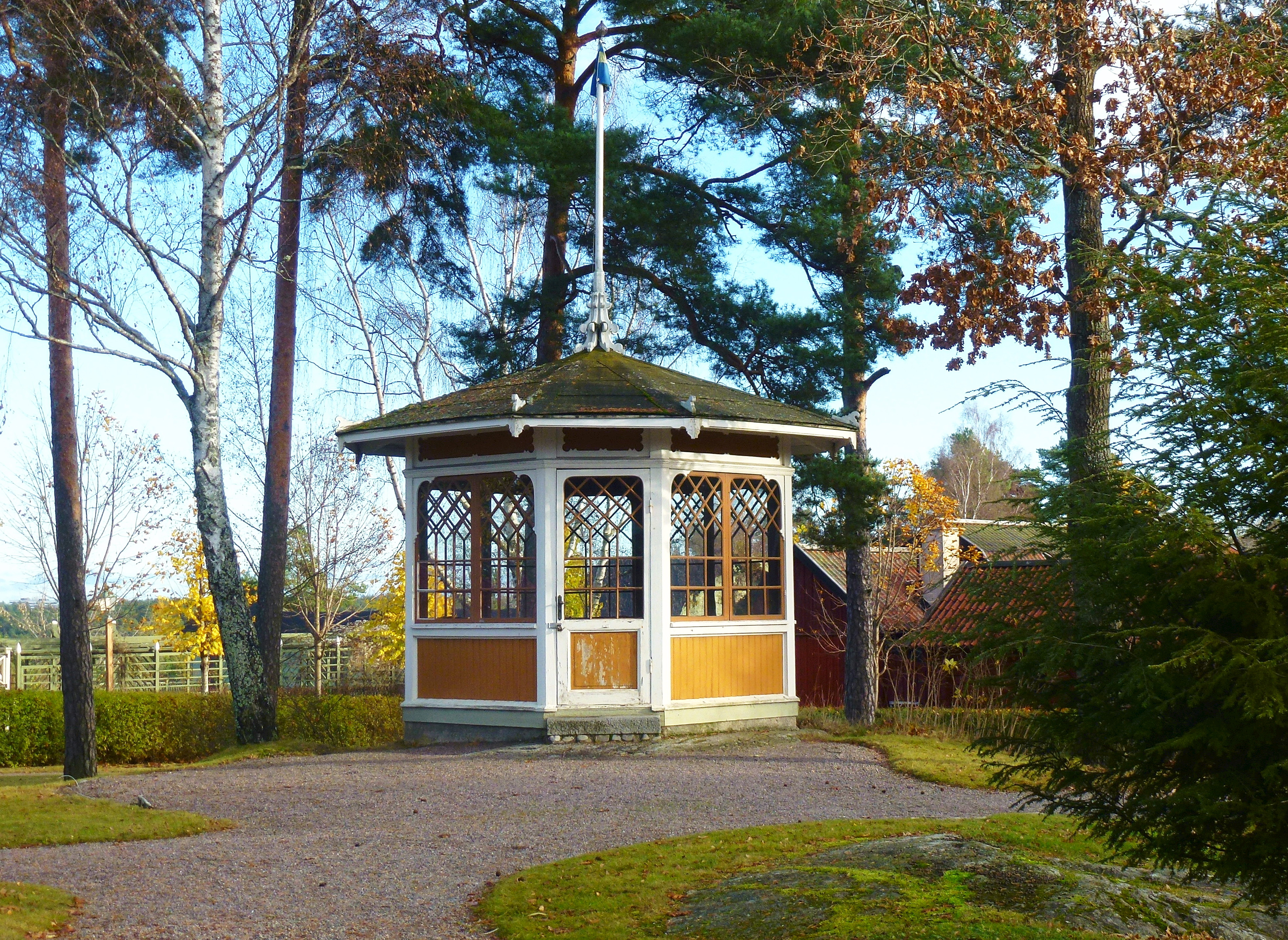
Lusthuset, idag på Torekällberget.

Ekensberg nås via en allé från Överenhörna kyrka. Bebyggelsen består av mangårdsbyggnad, två fristående flyglar och några uthus. Intill mangårdsbyggnaden ligger bland annat ett magasin samt en tidigare mejeribyggnad med mjölkkällare. Ekonomibyggnaderna är grupperade på en höjd söder om mangården. Norr om Ekensberg finns Ekensberg brygga som under sent 1800-tal nyttjades av föreningar eller sällskap för lustresor till Lurberget.
Det var von Törne som 1789-90 lät uppföra nuvarande huvudbyggnad i stram klassicistisk stil som påminner om en palladiansk villa. Förmodligen finns delar av 1600-talsbyggnaden kvar i huset. Stommen är knuttimrad och putsad samt avfärgat i gulvit kulör. Fasaderna gestaltades sparsmakad med rusticeringar och rödmålade kvaderstensmarkeringar i hörnkedjor och pilaster. Taket var ursprungligen täckt av kopparplåt och kantat av en balustrad. I nedre våningen fanns kontor och rum för tjänstefolk, andra våningen innehöll paradsal och sovrum och i tredje våningen låg flera gästrum. Entréporten nås via en dubbeltrappa med smidesräcke. Portalen är utförd i rik dekorerad sandsten. Även flyglarna är putsade och har vitmålad panel i gavelrösten samt brutna tak, det ena bär en vindflöjel med årtalet 1733. Här bodde tjänstefolket.
I slutet av 1800-talet fanns fler byggnader än idag, bland annat stora, numera rivna ekonomibyggnader som kantade allén. Kvar finns sädesmagasinet från tidig 1800-tal samt före detta mejeribyggnad (idag bostad) med tillhörande mjölkkällare. Tre arbetarbostäder till gårdens tegelbruk är bevarade liksom torpen Slagarstugan och Backa. De nuvarande ekonomibyggnaderna uppfördes kring 1880.
Söder om huvudbyggnaden anlades under 1700-talet  en barockträdgård. För den ritade  Carl August Ehrensvärd ett lusthus som idag står på Torekällbergets museum i Södertälje. Öster om huvudbyggnaden fanns en engelsk park. Den skapades under tidigt 1800-tal av Törnes svärfar, riksrådet och greven Gustaf Adolf Hjärne. Av trädgårdsanläggningarna finns idag bara rester bevarade.

## Ekensbergs tegelbruk
Det fanns flera tegelbruk vid Ekensberg. Det äldsta, kallad Lurbruket uppfördes redan 1790. Det sista, kallat Nya bruket, var i drift åren 1885 till 1906 och tillverkade tegelsten med märket EB. Fabrikens maskiner drevs av en ångmaskin med 16 hästkrafter. Bruket hade cirka 35 anställda och 1885 låg produktionen på omkring 1,5 miljoner murtegel vilket gjorde Ekensbergs tegelbruk till ett av de större i Mälardalen. Anläggningens byggnader revs först 1916 men än idag vittnar stora gropar och lertag om svunna tider.

## Gårdens vidare öden
Mot slutet av 1800-talet delades den stora egendomen upp i tre delar och har därefter avstyckats i flera fastigheter under 1900-talet. 1975 avstyckades säteriets kvarvarande byggnader ytterligare en gång. Huvudbyggnaden tillhör sedan dess intendent Lars Sjöberg. Den större delen av marken tillfördes Ekensbergs Förvaltnings AB, som även äger Horns säteri. Fastigheterna har idag en areal på cirka 1 800 hektar, varav hälften är skog och drygt 300 ha är åkermark, samt omkring 500 ha vatten. Verksamhetens inriktning, förutom jord och skogsbruk, är fastighetsförvaltning samt jakt och viltvård.

## Bilder

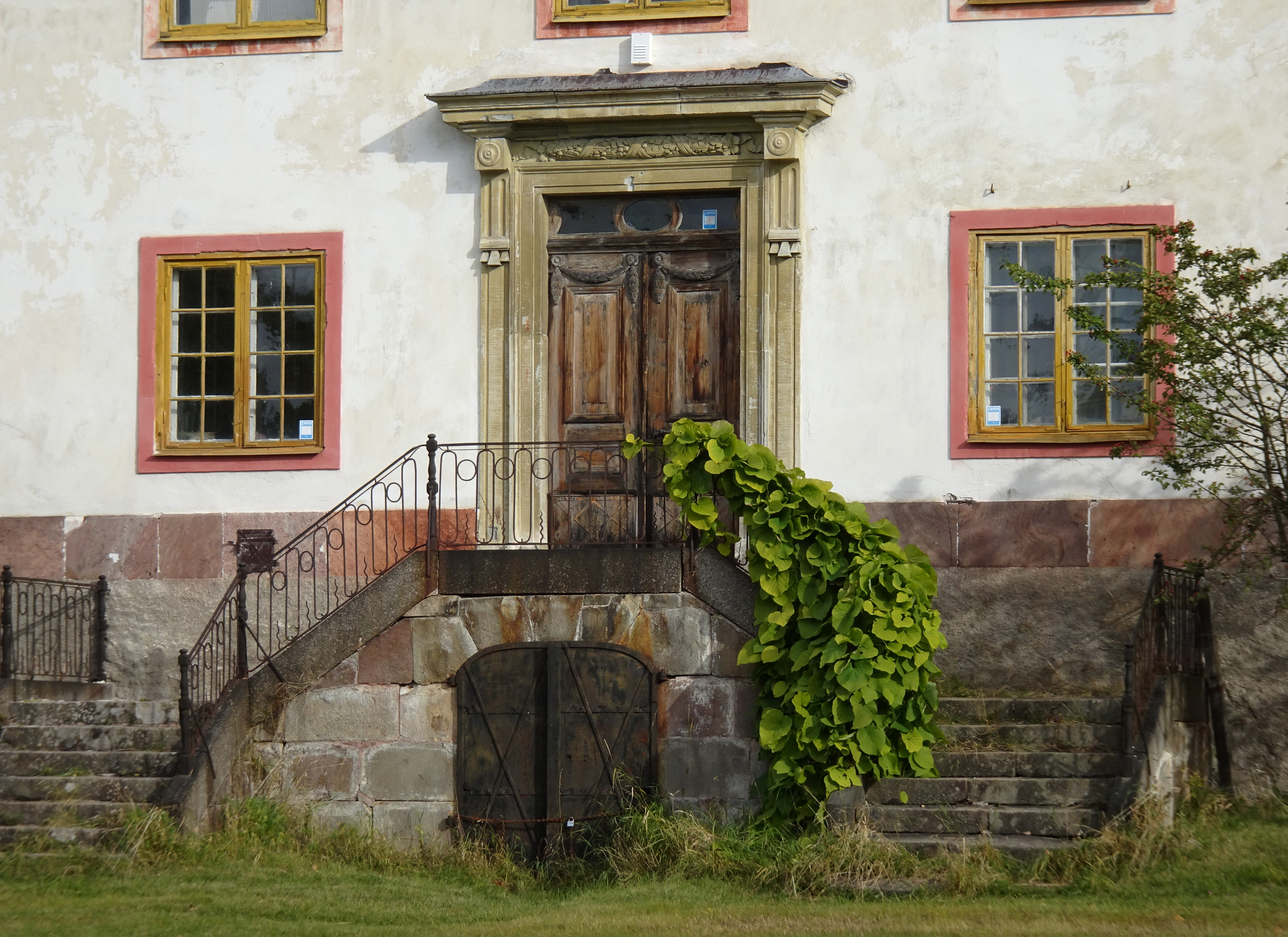
Portalen och entrétrappan
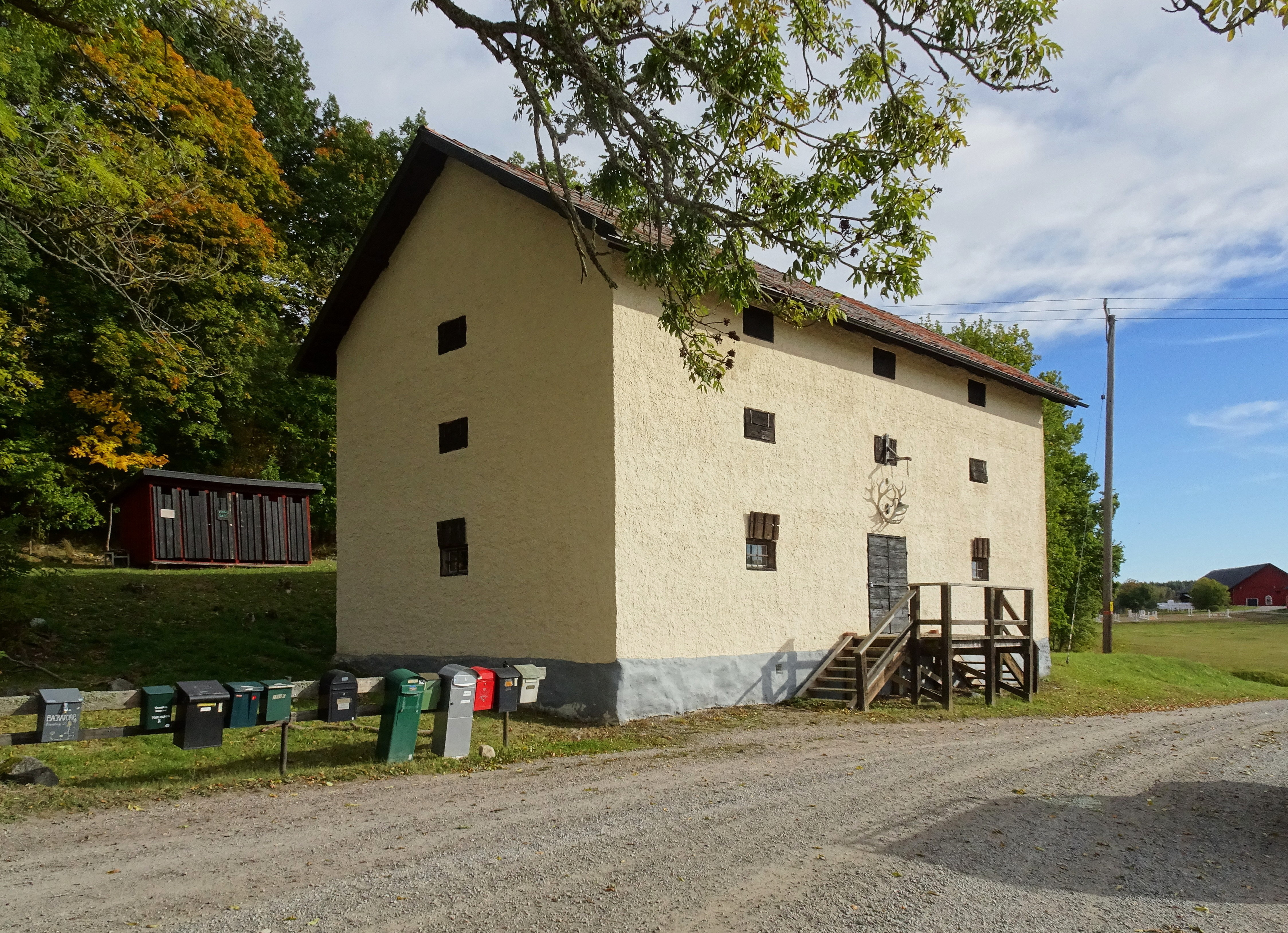
Sädesmagasinet
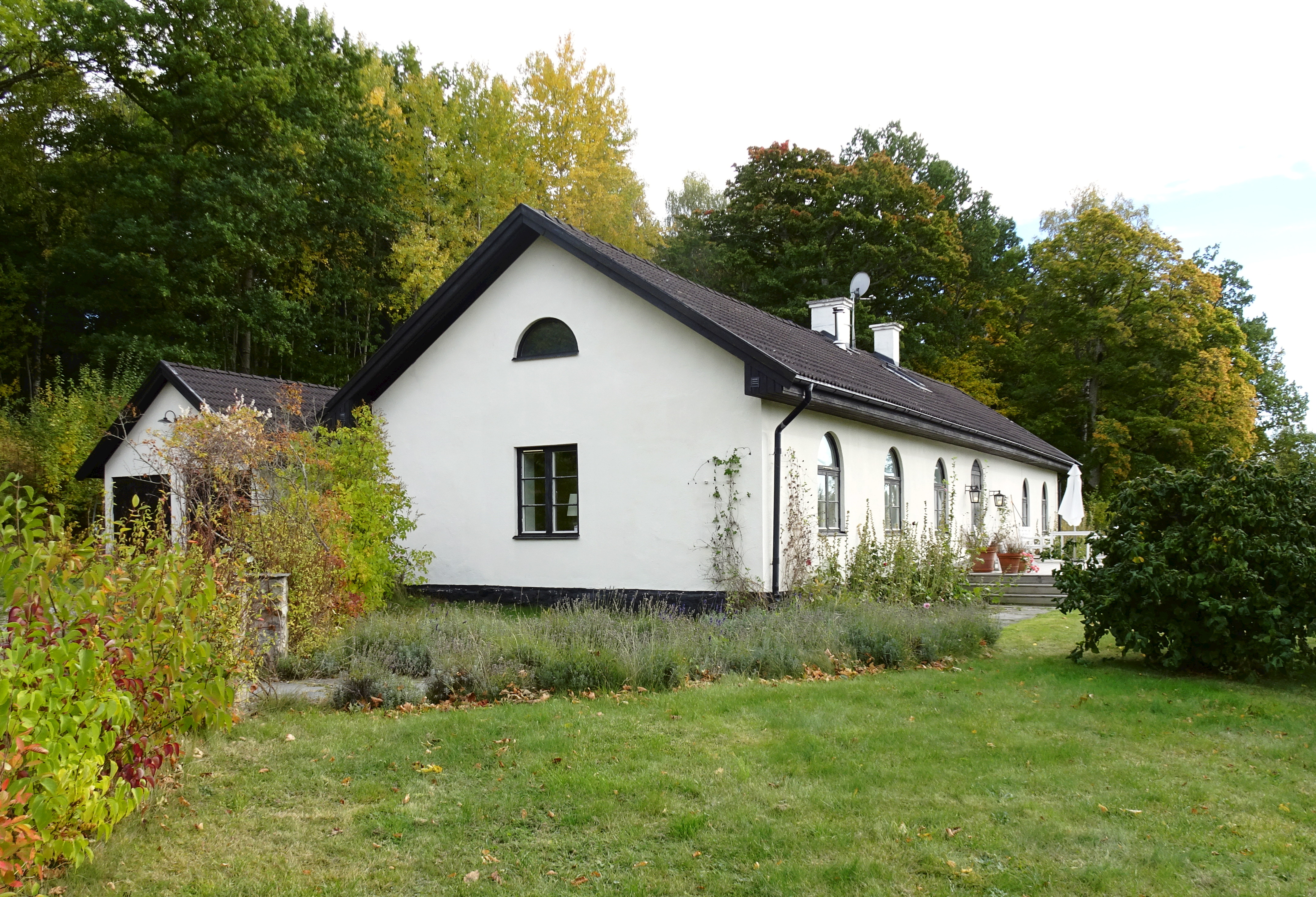
Före detta mejeriet
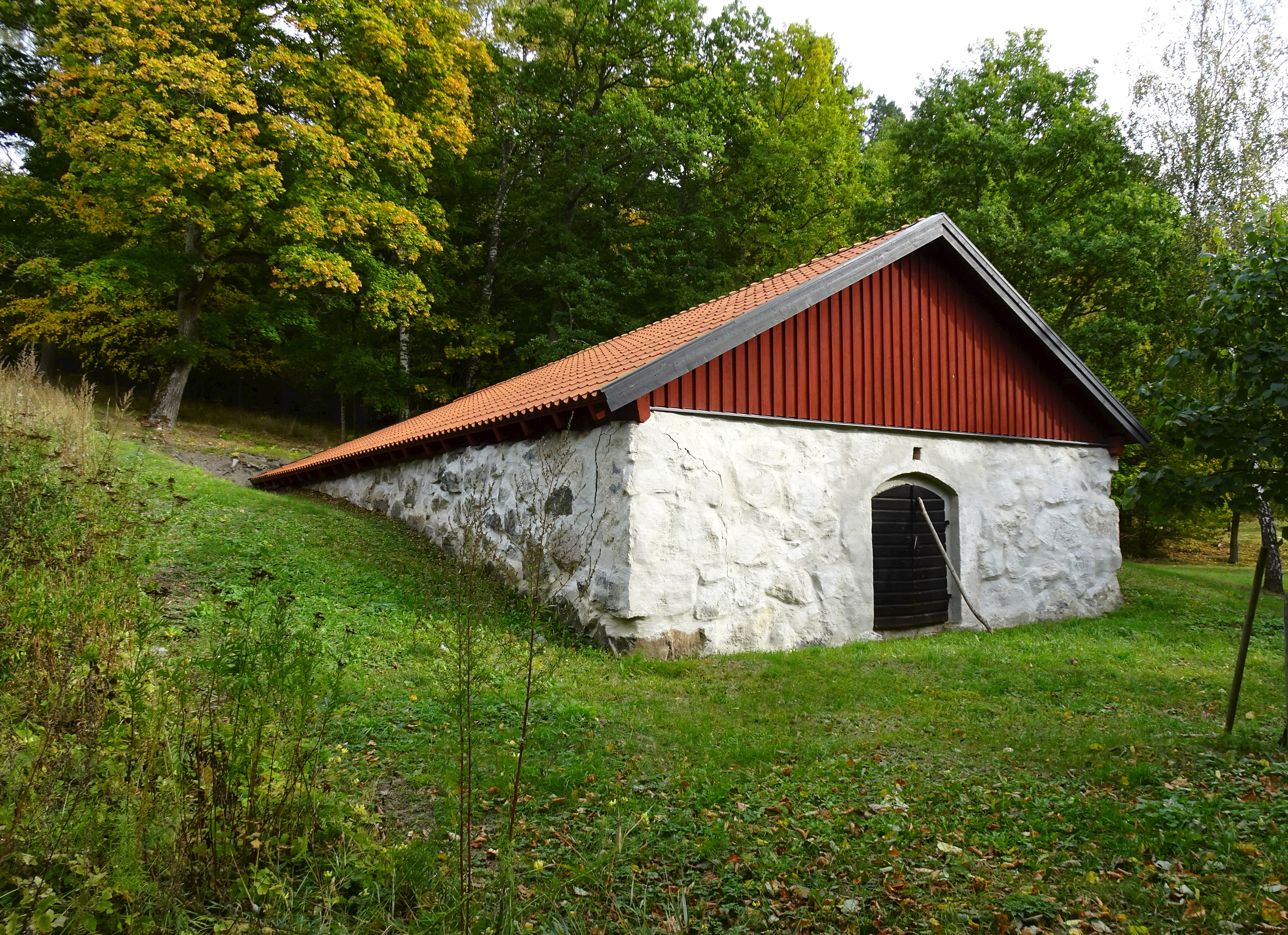
Mjölkkällaren
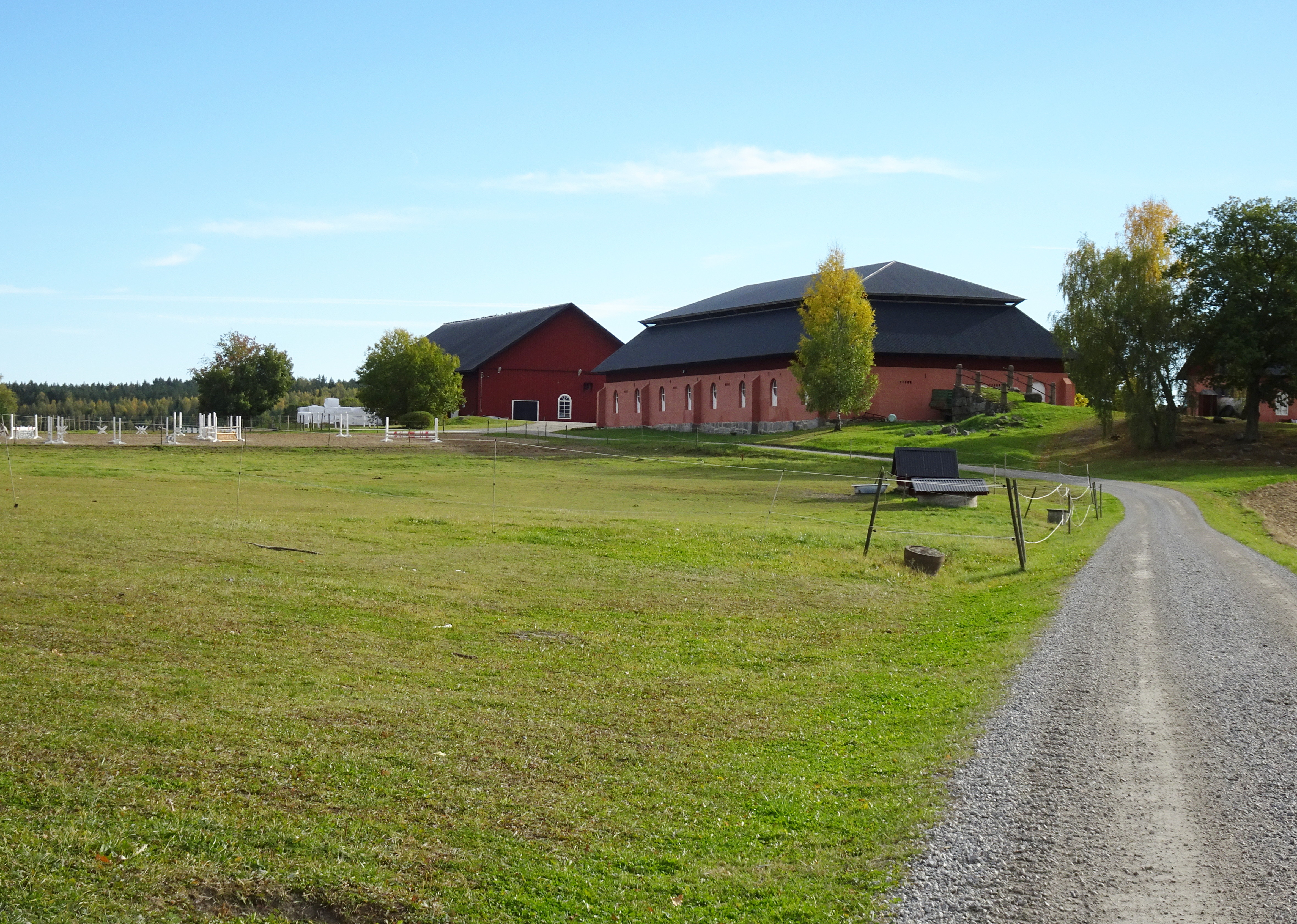
Ekonomibyggnader